# Kutscherstube

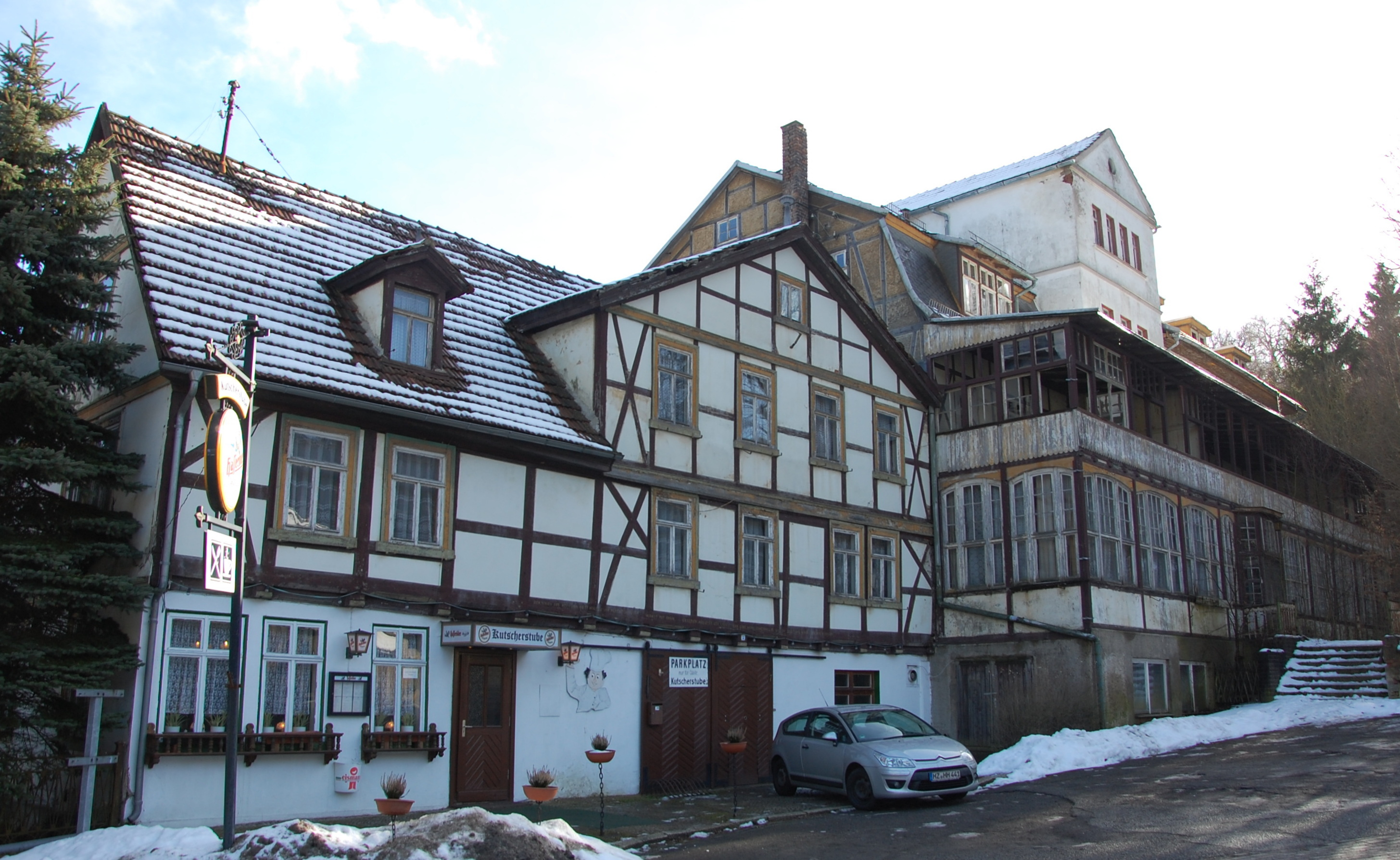
Kutscherstube im Jahr 2014

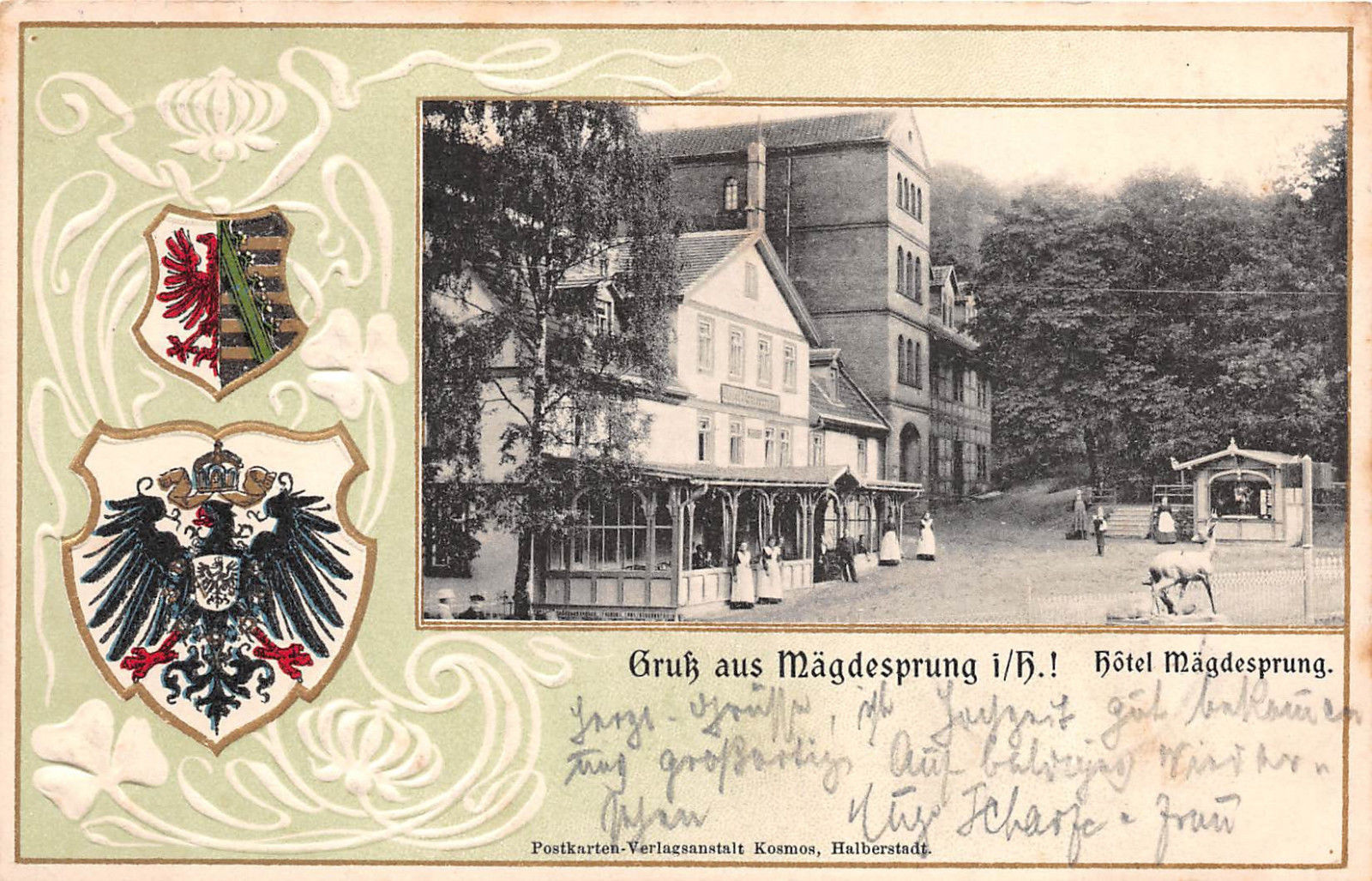
Hotel Mägdesprung, 1902

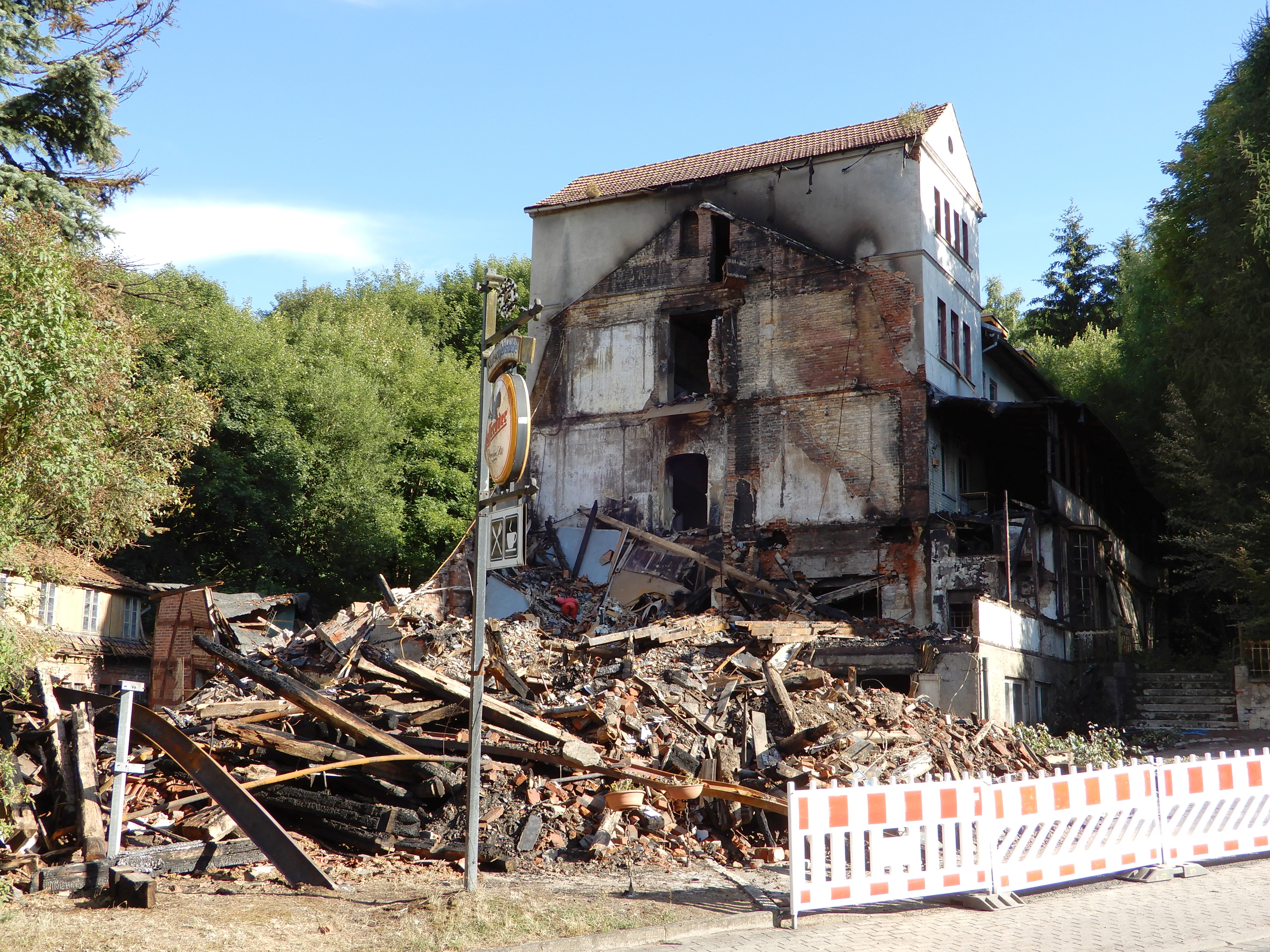
Kutscherstube nach dem Brand

Die Kutscherstube war ein denkmalgeschützter Gasthof in dem zur Stadt Harzgerode in Sachsen-Anhalt gehörenden Ortsteil Mägdesprung. Am 2. Juli 2018 brannte er ab.

## Lage
Das Fachwerkhaus befand sich am südlichen Ortsende Mägdesprungs in der Unteren Kreisstraße gegenüber den Kunstgussgruppen am Hüttenplatz. Das Gasthaus ist im örtlichen Denkmalverzeichnis eingetragen.

## Architektur und Geschichte
Die Entstehung der Hüttenschenke geht auf den Gründungsvertrag der Eisenhütte Mägdesprung vom 9. November 1646 zurück, der unter anderem Schankgerechtigkeit gewährte. Das Fachwerkhaus wurde Anfang des 18. Jahrhunderts als Hüttenschenke erbaut. Eine erste Erwähnung ist aus dem Jahr 1710 überliefert. In der Mitte des 19. Jahrhunderts erfolgte die Erweiterung durch ein Gasthaus. 1867 wurde das Anwesen vom Kommerzienrat Traugott Wenzel  verpachtet und 1907 an den Hotelier Hermann Meves verkauft. Danach kam das Hotel mit Gasthof durch Heirat in den Besitz der Familie Brumme. An der Südseite wurde dann später, aber noch im Laufe des 19. Jahrhunderts, ein dreigeschossiger Anbau angefügt. Der ebenfalls in Fachwerkbauweise errichtete Anbau wurde als Hotel genutzt. Er ist mit den für die Harzregion typischen Loggien versehen. Zur Gesamtanlage gehörten auch ein Gartenlokal sowie eine Fahrzeugremise.
Zuletzt wurde nur der nördliche Teil des Anwesens als Gaststätte unter dem Namen Kutscherstube bewirtschaftet. Der Hotelanbau firmierte in den ersten Jahrzehnten des 20. Jahrhunderts noch als Kurhaus, wurde ab den 1970er Jahren als Erholungsheim der Hochschule Otto von Guericke Magdeburg genutzt, steht seit den 1990er Jahren leer und ist sanierungsbedürftig.
Das Gebäude der Gaststätte geriet am Morgen des 2. Juli 2018 in Brand und wurde dabei zerstört.